# Методи Кутев
Методи Стоянов Кутев е български артист – балетист и хореограф.

## Биография
Роден е на 13 февруари 1925 г. в София. Като ученик танцува в групата на Борис Цонев. Завършва висше икономическо образование. 
Работи като артист–балетист в Националната опера от 1946 до 1960 г. В периода 1950 – 1960 г. е хореограф на Ансамбъла на строителни войски, а от 1960 до 1990 г. е главен балетмайстор в Ансамбъла за песни и танци на Българската народна армия.
Той е един от първите преподаватели в Държавното хореографско училище. Изнася лекции на повечето национални хореографски курсове. Член е на Съюза на музикалните и танцови дейци в България /СМТДБ/.
Почива през 2002 г. в София.

## Творчество
Има над 200 авторски хореографски постановки, сред които:
- „Конницата на Аспарух“
- „Балада за незнайния воин“
- „Шипченска епопея“
- „Той не умира“, и други тематични и сюжетни танци.

На основата на българския танцов фолклор са изградени
- „Еньова Буля“
- „Калушари“
- „Пръски от извора“
- „По полята на Добруджа”
- „Нестинарка“
- „Предсватбени тракийски засевки“
- „Облог“
- „Момински празник в Шоплука“
- „Пиринска импресия“
- „Трифон Зарезан“
- „Пролетни игри в Лудогорието“.

## Отличия и награди
Методи Кутев е носител на орден „Кирил и Методий“ ІІ степен, на множество грамоти и отличия на Министерството на народната отбрана, на Министерството на културата, на национални и международни фестивали. Народен артист.